# مارک فتس
مارک فتس (به انگلیسی: Mark Fettes) زادهٔ ۲۱ جون ۱۹۶۱ اسپرانتیست و استاد دانشگاه در رشتهٔ تعلیم و تربیت است. وی از سال ۲۰۱۳ تاکنون (اکتبر ۲۰۱۵) پرزیدنت سازمان جهانی اسپرانتو (دارای روابط رسمی با سازمان ملل و یونسکو) بوده است.
فتس در آمریکا و از پدر و مادری انگلیسی به‌دنیا آمد و هنگامی که ۱۰ساله بود همراه خانواده به نیوزلند مهاجرت کرد. در سال آخر دبیرستان بورس تحصیل در دانشگاه کمبریج انگلستان را به‌دست‌آورد و پس از آن تحصیلات مقطع دکترای خود را در دانشگاه بریتیش کلمبیا در کانادا آغاز کرد. در سال ۱۹۹۰ با بورلی اولدز (به انگلیسی: Beverly Olds) بانوی کانادائی ازدواج کرد و در ۱۹۹۲ به اتاوا پایتخت کانادا نقل‌مکان کردند. ایشان داری سه فرزند هستند که همگی اسپرانتودان می‌باشند.
زبان اسپرانتو را فتس در سن ۱۴سالگی از عموی خود کریستوفر فتس فراگرفت. در طول تحصیل در دانشگاه کمبریج، فتس در گروه اسپرانتوی کمبریج و جوانان اسپرانتیست انگلستان فعالیت می‌کرد و در سال ۱۹۸۴ عضو کمیته‌ی محلی کنگره‌ی ۶۹امین همایش جهانی اسپرانتو بود. وی پس از تحصیلات خود، در دفتر مرکزی سازمان جهانی اسپرانتو به‌عنوان سردبیر مجلهٔ اسپرانتو (ارگان رسمی سازمان جهانی اسپرانتو) از سال ۱۹۸۶ تا ۱۹۹۲ مشغول به‌کار بود. در طول همین دوره بود که بخش اطلاع‌رسانی سازمان جهانی اسپرانتو را مجدداً تأسیس نمود و به‌عنوان سازمان‌دهنده و سخن‌وری متبحر شناخته شد.
در سال ۱۹۹۰ تحقیقی علمی تحت عنوان یک زبان برای اروپا (به اسپرانتو: Unu Lingvo por Eŭropo) نگاشت که برندهٔ جایزهٔ انجمن مطالعات اروپائی شد و سپس در مجموعهٔ اسناد اسپرانتو به چندین زبان منتشر گردید.
در سال ۱۹۹۲ فتس مسئول ستون دهکدهٔ جهانی در ماه‌نامهٔ اسپرانتوزبان موناتو گردید و تا سال ۱۹۹۵ این کار را ادامه داد.